# Jonathan Delisle
Pour les articles homonymes, voir Delisle.
Jonathan Delisle (né le 30 juin 1977 – mort le 16 mars 2006) est un joueur professionnel canadien de hockey sur glace,.

## Carrière
Delisle commence sa carrière au hockey junior avec le Collège français de Verdun avant de passer avec les Olympiques de Hull. Avec cette équipe, il gagne le championnat de la LHJMQ en 1995 et 1997. À sa deuxième participation au Tournoi de la Coupe Memorial, son équipe gagne le tournoi. La saison suivante, il se joint aux Canadiens de Fredericton de la Ligue américaine de hockey. Il continue à jouer pour le club-école des Canadiens de Montréal durant cinq saisons, ne jouant qu'une partie avec le club de la LNH, lors de la saison 1998-1999. Après une saison passée en Europe avec les Bracknell Bees en Angleterre, à l'été 2003, il signe avec le Garaga de Saint-Georges de la Ligue nord-américaine de hockey.

## Décès
Le 16 mars 2006, à l'âge de 28 ans, Delisle meurt d'un accident de la route à Beauceville en Beauce, en compagnie de deux de ses coéquipiers du CRS Express, Carl Paradis et Frédéric Vermette. Ses deux coéquipiers s'en sortent avec de graves blessures mais survivent,Paradis et Vermette ont été expulsés de la voiture lors de l'impact. Delisle, qui était assis à l'arrière, est demeuré coincé dans le véhicule avant que celui-ci ne prenne feu. Les trois coéquipiers avaient consommé de l'alcool dans un restaurant après une pratique au Centre sportif Lacroix-Dutil le soir du 15 mars 2006. C'est lors du chemin du retour que l'accident s'est produit en direction Nord vers Québec. Encore à ce jour, pour lui rendre hommage, une photo de Jonathan Delisle est affiché dans le vestiaire du Cool FM 103.5 de Saint-Georges à l'endroit où Delisle prenait place dans le vestiaire.

## Statistiques
| Saison    | Équipe                                  | Ligue           |    | Saison régulière | Saison régulière | Saison régulière | Saison régulière | Saison régulière |    | Séries éliminatoires | Séries éliminatoires | Séries éliminatoires | Séries éliminatoires | Séries éliminatoires |
| Saison    | Équipe                                  | Ligue           | PJ | B                | A                | Pts              | Pun              | PJ               | B  | A                    | Pts                  | Pun                  |                      |                      |
| 1992-1993 | Régents de Laval-Laurentides-Lanaudière | QAAA            | 14 | 3                | 3                | 6                | 12               | 13               | 2  | 5                    | 7                    | 24                   |                      |                      |
| 1993-1994 | Collège français de Verdun              | LHJMQ           | 61 | 16               | 17               | 33               | 130              | 4                | 0  | 1                    | 1                    | 14                   |                      |                      |
| 1994-1995 | Olympiques de Hull                      | LHJMQ           | 60 | 21               | 38               | 59               | 218              | 19               | 11 | 8                    | 19                   | 43                   |                      |                      |
| 1995      | Olympiques de Hull                      | Coupe Memorial  | -  | -                | -                | -                | -                | 3                | 2  | 0                    | 2                    | 12                   |                      |                      |
| 1995-1996 | Olympiques de Hull                      | LHJMQ           | 62 | 31               | 57               | 88               | 193              | 18               | 6  | 13                   | 19                   | 64                   |                      |                      |
| 1996-1997 | Olympiques de Hull                      | LHJMQ           | 61 | 35               | 53               | 88               | 210              | 14               | 11 | 13                   | 24                   | 46                   |                      |                      |
| 1997      | Olympiques de Hull                      | Coupe Memorial  | -  | -                | -                | -                | -                | 4                | 1  | 6                    | 7                    | 12                   |                      |                      |
| 1997-1998 | Canadiens de Fredericton                | LAH             | 78 | 15               | 21               | 36               | 138              | 4                | 0  | 1                    | 1                    | 7                    |                      |                      |
| 1998-1999 | Canadiens de Fredericton                | LAH             | 78 | 7                | 29               | 36               | 118              | 15               | 3  | 6                    | 9                    | 39                   |                      |                      |
| 1998-1999 | Canadiens de Montréal                   | LNH             | 1  | 0                | 0                | 0                | 0                | -                | -  | -                    | -                    | -                    |                      |                      |
| 1999-2000 | Citadelles de Québec                    | LAH             | 62 | 7                | 19               | 26               | 142              | 3                | 0  | 0                    | 0                    | 4                    |                      |                      |
| 2000-2001 | Citadelles de Québec                    | LAH             | 71 | 6                | 18               | 24               | 201              | 6                | 1  | 0                    | 1                    | 53                   |                      |                      |
| 2001-2002 | Scorpions du Nouveau-Mexique            | LCH             | 32 | 13               | 17               | 30               | 102              | -                | -  | -                    | -                    | -                    |                      |                      |
| 2001-2002 | Citadelles de Québec                    | LAH             | 24 | 0                | 3                | 3                | 37               | -                | -  | -                    | -                    | -                    |                      |                      |
| 2002-2003 | Bracknell Bees                          | Aherne Trophy   | 2  | 1                | 1                | 2                | 4                | -                | -  | -                    | -                    | -                    |                      |                      |
| 2002-2003 | Bracknell Bees                          | Coupe Challenge | 6  | 1                | 1                | 2                | 33               | -                | -  | -                    | -                    | -                    |                      |                      |
| 2002-2003 | Bracknell Bees                          | BIHL            | 32 | 8                | 11               | 19               | 57               | 15               | 2  | 5                    | 7                    | 65                   |                      |                      |
| 2003-2004 | Garaga de Saint-Georges                 | LHSMQ           | 49 | 21               | 59               | 80               | 154              | 22               | 7  | 17                   | 24                   | 87                   |                      |                      |
| 2004-2005 | CRS Express de Saint-Georges            | LNAH            | 57 | 20               | 52               | 72               | 169              | 9                | 2  | 2                    | 4                    | 49                   |                      |                      |
| 2005-2006 | CRS Express de Saint-Georges            | LNAH            | 45 | 15               | 26               | 41               | 177              | -                | -  | -                    | -                    | -                    |                      |                      |

### Équipes d'étoiles et trophées
- 1995 et 1997 : remporte la Coupe du Président de la Ligue de hockey junior majeur du Québec avec les Olympiques de Hull.
- 1997 : remporte la Coupe Memorial avec les Olympiques de Hull.